# Извинявай, но ще те наричам любов
„Извинявай, но ще те наричам любов“ (на италиански: Scusa ma ti chiamo amore) е италиански романтичен филм от 2008 година. В главните роли са Раул Бова и Микела Куатрочоке.

## Сюжет
Внимание:  Текстът по-долу разкрива сюжета на произведението (или части от него)!
Има ли смисъл, когато вече няма значение? Алекс (Раул Бова) е на 37 и току-що е бил напуснат от своята дългогодишна приятелка Елена. Проблемите го преследват и в работата му като маркетинг криейтив, когато в агенцията се появява неочакван конкурент. Ники (Микела Куатрочоке) е красива, духовита и интелигентна седемнадесетгодишна гимназистка. Докато отива на училище един ден, кола блъсва мотоциклета ѝ. Инцидентът не е тежък, но се налага шофьорът – закъсняващият за работа Алекс – да я закара до училище. Познанство скоро се превръща в приятелство. А стъпката от приятелството до любовта е много малка. Всичко е чудесно до деня, в който се връща Елена – в пълната си красота и готова да се омъжи за Алекс. Двадесетте години разлика в очите на всички са страшно много. Разумното решение е едно. Може ли любовта на Ники и Алекс да победи разума и предразсъдъците?